# Torneo InterLigas de Básquet 2019
El Torneo InterLigas del 2019 fue la cuarta edición de la competencia internacional entre equipos argentinos y brasileros y se volvió a disputar tras estar discontinuado desde 2013.

## Modo de disputa y sedes
Los ocho equipos clasificados se dividieron en dos grupos (A y B), jugados uno en Argentina y otro en Brasil en una sede fija. Los equipos se enfrentan todos contra todos en su grupo y los mejores de cada grupo avanzaron a la final, la cual se disputa a partido único.
Las sedes del torneo son, para la fase de grupos, Corrientes en Argentina y Bauru, São Paulo, en Brasil.

## Equipos participantes
| Argentina La Unión de Formosa Boca Juniors Comunicaciones (Mercedes) Regatas Corrientes | Brasil Bauru Basquete Cearense Universo Brasília Pato Branco Basquete |

## Primera fase

### Grupo en Argentina
| Pos. | Equipo                    | Pts | PJ | PG | PP | PF  | PC  | Dif |
| ---- | ------------------------- | --- | -- | -- | -- | --- | --- | --- |
| 1.   | Comunicaciones (Mercedes) | 6   | 3  | 3  | 0  | 278 | 245 | 33  |
| 2.   | Pato Branco Basquete      | 5   | 3  | 2  | 1  | 242 | 223 | 19  |
| 3.   | Regatas Corrientes        | 4   | 3  | 1  | 2  | 245 | 255 | –10 |
| 4.   | Universo Brasília         | 3   | 3  | 0  | 3  | 202 | 244 | –42 |

|  | Clasificado a la siguiente fase del torneo. |

| 6 de septiembre, 19:15 (UTC–3:00) | Comunicaciones (M)                                   | 87–80                | Pato Branco Basquete                   | Corrientes                          |  |
|                                   | Parciales: 16–14, 25–26, 32–15, 14–25                |                      |                                        |                                     |  |
|                                   | Estadísticas Mariano Fierro 19 Víctor Leal 7 Davis 6 | Reporte Pts Reb Asts | Estadísticas 28 Paulo 9 Coimbra 4 Gegê | Pabellón: Estadio José Jorge Contte |  |

| 6 de septiembre, 21:45 (UTC–3:00) | Regatas Corrientes                                              | 77–69                | Universo Brasília                                            | Corrientes                                                                               |  |
|                                   | Parciales: 21–16, 19–18, 21–11, 16–24                           |                      |                                                              |                                                                                          |  |
|                                   | Estadísticas Leandro Vildoza 15 Javier Saiz 8 Paolo Quinteros 4 | Reporte Pts Reb Asts | Estadísticas 22 Ronald Reis 8 Ronald Reis 4 Guilherme Santos | Pabellón: Estadio José Jorge Contte Árbitros: Fabricio Vito Javier Sánchez Danilo Molina |  |

| 7 de septiembre, 19:15 (UTC–3:00) | Comunicaciones (M)                                                | 93–76                | Universo Brasilia                                         | Corrientes                                                                            |  |
|                                   | Parciales: 34–18, 19–18, 21–24, 19–16                             |                      |                                                           |                                                                                       |  |
|                                   | Estadísticas Luciano Guerra 25 Mariano Fierro 11 Mariano Fierro 5 | Reporte Pts Reb Asts | Estadísticas 22 Ronald Reis 7 Ronald Reis 4 Pedro Mendoca | Pabellón: Estadio José Jorge Contte Árbitros: Fabricio Vito Diego Rougier Ariel Rosas |  |

| 7 de septiembre, 21:45 (UTC–3:00) | Regatas Corrientes                                                      | 79–88                | Pato Branco Basquete                                             | Corrientes                                    |  |
|                                   | Parciales: 28–21, 20–23, 22–16, 9–28                                    |                      |                                                                  |                                               |  |
|                                   | Estadísticas Fabián Ramírez Barrios 18 Javier Saiz 11 Leandro Vildoza 9 | Reporte Pts Reb Asts | Estadísticas 22 Paulo Da Costa 13 Charles Vastine 6 Luis Basilio | Pabellón: Estadio José Jorge Contte Árbitros: |  |

| 8 de septiembre, 19:00 (UTC–3:00) | Universo Brasilia                                                         | 57–74                | Pato Branco Basquete                                           | Corrientes                                                                            |  |
|                                   | Parciales: 15–14, 18–24, 15–21, 6–15                                      |                      |                                                                |                                                                                       |  |
|                                   | Estadísticas Ronald Rodrigues 10 Ronald Rodrigues 8 Weligton Dos Santos 7 | Reporte Pts Reb Asts | Estadísticas 13 Paulo Da Costa 4 George Torres 7 George Torres | Pabellón: Estadio José Jorge Contte Árbitros: Diego Rougier Danilo Molina Ariel Rosas |  |

| 8 de septiembre, 21:30 (UTC–3:00) | Regatas Corrientes                                           | 89–98                | Comunicaciones (M)                                          | Corrientes                                                                              |  |
|                                   | Parciales: 19–29, 24–20, 25–22, 21–27                        |                      |                                                             |                                                                                         |  |
|                                   | Estadísticas Javier Saiz 28 Javier Saiz 10 Paolo Quinteros 7 | Reporte Pts Reb Asts | Estadísticas 24 Selem Safar 12 Mariano Fierro 7 Selem Safar | Pabellón: Estadio José Jorge Contte Árbitros: Fabricio Vito Oscar Brítez Javier Sánchez |  |

### Grupo en Brasil
| Pos. | Equipo              | Pts | PJ | PG | PP | PF  | PC  | Dif |
| ---- | ------------------- | --- | -- | -- | -- | --- | --- | --- |
| 1.   | Bauru               | 6   | 3  | 3  | 0  | 230 | 204 | 26  |
| 2.   | Basquete Cearense   | 4   | 3  | 1  | 2  | 233 | 239 | –6  |
| 3.   | La Unión de Formosa | 4   | 3  | 1  | 2  | 236 | 243 | –7  |
| 4.   | Boca Juniors        | 4   | 3  | 1  | 2  | 233 | 246 | –13 |

|  | Clasificado a la siguiente fase del torneo. |

| 5 de septiembre, 17:45 (UTC–3:00) | Basquete Cearense                                                     | 88–91                | Boca Juniors                                                | Bauru                                                                               |  |
|                                   | Parciales: 26–31, 21–22, 24–13, 17–25                                 |                      |                                                             |                                                                                     |  |
|                                   | Estadísticas Charles Clark 18 Thiago Farías Rosa 8 Rashaun McLemore 4 | Reporte Pts Reb Asts | Estadísticas 27 Eric Flor 7 Reginald Larry 5 Lucas Gargallo | Pabellón: Panela de Pressão Árbitros: Cauan Santos Alan Dos Santos Douglas De Jesús |  |

| 5 de septiembre, 20:00 (UTC–3:00) | Bauru                                                                | 76–74                | La Unión de Formosa                                                 | Bauru                                                                              |  |
|                                   | Parciales: 16–18, 21–19, 23–16, 16–21                                |                      |                                                                     |                                                                                    |  |
|                                   | Estadísticas Lucas Faggiano 21 Nicholas Wiggins 7 Larry Taylor Jr. 3 | Reporte Pts Reb Asts | Estadísticas 27 Jonathan Maldonado 6 Torin Francis 4 Facundo Giorgi | Pabellón: Panela de Pressão Árbitros: Bruno De Oliveira Breno Da Silva Cesar Lopes |  |

| 6 de septiembre, 18:00 (UTC–3:00) | Boca Juniors                          | 80–84       | La Unión de Formosa                | Bauru                                                                            |  |
|                                   | Parciales: 22–16, 21–15, 22–20, 15–33 |             |                                    |                                                                                  |  |
|                                   | Estadísticas Adrián Boccia 19         | Reporte Pts | Estadísticas 16 Jonathan Maldonado | Pabellón: Panela de Pressão Árbitros: Jacob Barreto Davi Fideles Fabiola Carraro |  |

| 6 de septiembre, 20:00 (UTC–3:00) | Bauru                                                                  | 80–68                | Basquete Cearense                                                     | Bauru                                                                            |  |
|                                   | Parciales: 15–15, 20–18, 22–15, 23–20                                  |                      |                                                                       |                                                                                  |  |
|                                   | Estadísticas Nicholas Wiggins 12 Renato Carbonari 6 Larry Taylor Jr. 4 | Reporte Pts Reb Asts | Estadísticas 17 Marcos Vinicius 8 Thiago Farías Rosa 3 Rashaun Lemore | Pabellón: Panela de Pressão Árbitros: María Moraes Eduardo Albano Leandro Senhem |  |

| 7 de septiembre, 16:00 (UTC–3:00) | Basquete Cearense                                                  | 77–68                | La Unión de Formosa                                                | Bauru                                                                             |  |
|                                   | Parciales: 18–20, 13–25, 26–12, 20–11                              |                      |                                                                    |                                                                                   |  |
|                                   | Estadísticas Brandon Davis 19 Luiz Mendes Ribeiro 9 Bandon Davis 4 | Reporte Pts Reb Asts | Estadísticas 15 Alexis Elsener 8 Torin Francis 4 Jonathan Maldonad | Pabellón: Panela de Pressão Árbitros: Gregorio Lelis Luiz Silva Vinicius Da Silva |  |

| 7 de septiembre, 18:00 (UTC–3:00) | Bauru                                                        | 74–62                | Boca Juniors                                                | Bauru                                                                                    |  |
|                                   | Parciales: 14–21, 27–12, 20–17, 13–12                        |                      |                                                             |                                                                                          |  |
|                                   | Estadísticas Nick Wiggins 21 Nick Wiggins 9 Lucas Faggiano 6 | Reporte Pts Reb Asts | Estadísticas 20 Eric Flor 11 Reginald Larry 9 Adrián Boccia | Pabellón: Panela de Pressão Árbitros: Fernando De Oliveira Diego Chiconato Davi De Souza |  |

## Final
| 14 de septiembre, 18:00 | Bauru                                                         | 82–63                | Comunicaciones (M)                                          | Bauru                                                                                          |  |
|                         | Parciales: 19-17, 27-10, 16-16, 20-20                         |                      |                                                             |                                                                                                |  |
|                         | Estadísticas Nick Wiggins 22 Nick Wiggins 10 Lucas Faggiano 7 | Reporte Pts Reb Asts | Estadísticas 18 Novar Gadson 5 Mariano Fierro 3 Selem Safar | Pabellón: Panela de Pressão Árbitros: Marcos Fornies Benito Gustavo Edson Mathias Cauan Santos |  |